# 田村一二
田村 一二（たむら いちじ、1909年 - 1995年11月8日）は、おもに知的障害児教育に従事し、滋賀県で養護兼知的障害児施設である近江学園や知的障害者更生施設である一麦寮、障害者と健常者が共生する茗荷村の創設に関わった日本の教育者。
京都府加佐郡余部町（後の舞鶴市中舞鶴に生まれる。十代後半に実家が倒産したため、夜店で菓子を売って生活していたところ、小学校時代の恩師から、代用教員として働きながら教員養成所で学ぶことを勧められ、1928年に大阪府立市岡中学校を卒業して京都市教員養成所（後の京都教育大学）に入学し、夜間に学びながら、代用教員として京都市立大内尋常小学校に勤務した。
1930年7月、教員養成所を卒業して京都市立植柳尋常小学校の正教員となる。また、この頃、鹿子木孟郎の画塾に通い、1932年には、小学校を休職して京都府立師範学校専攻科で1年間絵画の基礎を学んだ。また、1934年からは、須田国太郎が指導していた独立美術研究所で油絵を学んだ。
1933年に京都市立滋野尋常小学校へ赴任し、知的障害児の特別学級の担任となったが、これは当初は不本意な処遇であったという。しかし、児童たちの「素朴さや純真さにひかれ」るようになり、以降、長く障害児教育に携わった。
やがて、池田太郎と知り合って交流を深め、また1939年には滋野小学校の同僚教員であった末代美枝子と結婚した。
やがて、学校教育の枠内での指導に限界を感じた田村は、児童たちと生活を共にすることを構想し、1941年に大徳寺の協力を得て、その境内に知的障害児が指導者と共に生活する施設として紫野学園を企画するが、この計画は戦争の激化によって頓挫した。
1943年、滋賀県庁の職員であった糸賀一雄の招きに応じて、田村は滋野小学校を退職し、大津市にあった障害者施設・湘南寮の隣地に石山学園を創設すべく取り組み、1944年に現地に移住し、開墾に従事した。
1946年には、糸賀、池田と共に、養護兼知的障害児施設である近江学園を創設し、1952年にはその副園長となった。1954年には、胃潰瘍の療養のために天理教修養科で3か月間生活し、信徒となった。
1961年には、関西経済連合会の支援を得て滋賀県石部町に知的障害者更生施設として一麦寮を創設し、寮長となったが、1975年には一麦寮を退職した。さらに1979年には知的障害者教育推進の会として茗荷会を組織して代表となり、1982年には滋賀県愛東町に障害者と健常者が共生する茗荷村を開設した。
著書多数のうち、『忘れられた子等』、『手をつなぐ子等』、『茗荷村見聞記』は、それぞれ稲垣浩監督の1949年の映画『忘れられた子等』、同じく稲垣浩監督の1948年の映画『手をつなぐ子等』および羽仁進監督の1964年の映画『手をつなぐ子ら』、山田典吾監督の1979年の映画『茗荷村見聞記』として映画化された。
田村は、1973年には朝日社会奉仕賞、1975年には京都新聞社会福祉功労賞、1985年には毎日新聞社会事業団社会福祉顕彰、1993年には石井十次記念賞を受賞した。

## おもな著作
- 鋏は切れる、京都市教育部学務課、1941年
- 石に咲く花、教育図書/大雅堂、1942年
- 忘れられた子等、教育図書/大雅堂、1942年
- 手をつなぐ子等、大雅堂、1944年
- 特異工場、大雅堂、1946年
- バック・ネット、ユニコン社、1951年
- 百二十三本目の草、黎明書房、1951年
- あほうがっこう：修養科物語、養徳社、1954年
- 阿呆学校、養徳社、1955年
- 精神薄弱児存在の意義、あさみどりの会、1970年
- 茗荷村見聞記、北大路書房、1971年
- ちえおくれと歩く男、柏樹社、1974年
- 開墾：石山学園をはじめた頃、北大路書房、1979年
- この子らと共に、雷鳥社、1980年
- きつねぼし : 田村一二の世界、サンブライト出版、1980年
- ぜんざいには塩がいる：障害児教育の原点、柏樹社、1980年
- 賢者モ来タリテ遊ブベシ：福祉の里茗荷村への道、日本放送出版協会、1984年
- 腹の虫にきく、光雲社、1986年

## 関連文献
- 野上芳彦(1998)：田村一二、大空社 - Google books